# 가와바타 야스나리
가와바타 야스나리(일본어: 川端 康成, 1899년 6월 14일~1972년 4월 16일)는 일본의 소설가이자 1968년의 노벨 문학상 수상자로, 오사카부 오사카시 기타구의 차화정(此花町, 지금의 덴진바시 부근)에서 태어났다. 도쿄제국대학 문학부 국문학과를 졸업하였다.
요코미쓰 리이치 등과 함께 『분게이지다이(文藝時代)』를 창간하여 당시 유럽의 허무주의, 미래파, 표현주의 영향을 받아서 생긴 문학 유파였던 신감각파(新感覺派)의 대표적 작가로서 활약하였다. 『이즈의 무희(伊豆の踊子)』, 『설국』, 『천 마리의 종이학(千羽鶴)』, 『산소리(山の音)』, 『잠든 미녀(眠れる美女)』, 『고도(古都)
』 등 죽음이나 유전 속 '일본미(日本美)'를 표현한 작품을 발표했고, 1968년(쇼와 43년)에 일본인 최초로 노벨 문학상을 수상했다. 1972년(쇼와 47년)에 만 72세(향년74세)로 사망하였다.

## 생애
1899년(메이지 32년) 6월 14일에 태어났다. 아버지는 의사였던 에이키치(榮吉)이고 어머니는 겐(ゲン). 누나는 와카코(芳子)였다. 1901년(메이지 34년)에 아버지가 죽고 외가가 있던 오사카부 니시나리군(西成郡) 도요사토무라(豊里村, 지금의 오사카시 히가시요도가와구)로 옮겼으나 이듬해에 어머니마저 죽고 할아버지 미하치로(三八郞), 할머니 가네(カネ)와 함께 미시마 군(三島郡) 도요카와무라(豊川村, 지금의 이바라키시)로 옮겼다. 1906년(메이지 39년) 도요카와 심상고등소학교(豊川尋常高等小学校, 지금의 이바라키 시립 도요카와 소학교)에 들어갔는데, 이때 동급생으로는 사사가와 료이치(笹川良一)가 있었고 할아버지와는 함께 바둑을 두는 등 사이가 좋았지만, 9월에 할머니가 죽고 1909년(메이지 43년)에는 따로 살고 있던 누나마저 사망하는 비극이 이어졌다. 1912년(메이지 45년) 오사카 부립 이바라키 중학교(지금의 오사카 부립 이바라키 고등학교)에 수석으로 입학하였다. 2년 뒤 할아버지까지 죽자 도요사토무라의 구로다(黒田) 집안으로 들어가게 되지만, 중학교 기숙사에 들어가 그곳에서 생활했다. 하급생으로 오오야 소이치(大宅壮一)가 있었다. 멀지 않은 곳에 '도라타니(虎谷)'라는 이름의 책방이 있어 얼마 안 되는 돈을 털어 그곳까지 책을 사러 가곤 했다고 한다.

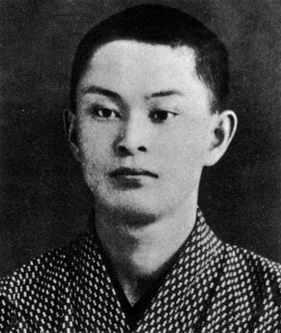
고등학교 시절의 가와바타 야스나리(1917년).

작가에 뜻을 두게 된 것은 중학교 2년때의 일로 1916년(다이쇼 5년)부터 『교한신보(京阪新報)』에 단편, 『분쇼세카이(文章世界)』에 단가를 투고하게 되었다. 1917년(다이쇼 6년)에 졸업하자 도쿄로 상경해 아사쿠사 구라마에(蔵前)의 사촌 집에서 얹혀 살면서 예비학교에 다니기 시작하여 제1고등학교의 1부 을(乙) 영문과에 들어갔다. 이듬해 가을에 이즈를 여행하다가 떠돌이 예인과 만나 교유한 경험은 훗날 『이즈의 무희』의 모티브가 되었다. 그 뒤 10년 동안 유가시마(湯ヶ島) 온천 여관을 드나들게 되었다.
1920년(다이쇼 9년)에 고등학교를 졸업하고 동경제국대학 문학부 영문과에 입학하지만, 이듬해 국문과로 전과했다. 대학 동기로는 기타무라 기하치(北村喜八)、혼다 아키라(本多顕彰)、스즈키 히코지로(鈴木彦次郎) 등이 있었다. 입학한 해에 곤 도코(今東光)、스즈키 히코지로 등과 함께 동인지 『신사조(新思潮)』(제6차) 발행을 기획하여 국문과로 전과한 이듬해에 실행에 옮겼고, 그곳에 발표한 작품 「초혼제일경(招魂祭一景)」이 기쿠치 간에게 인정받아 『분게이슌주(文芸春秋)』(1923년 창간)의 동인이 되어 문인의 길에 들어섰다. 1924년 대학을 졸업하고(졸업 논문은 「일본소설사 소론日本小説史小論」) 요코미쓰 리이치, 가타오카 갓페이(片岡鉄兵), 나카가와 요이치(中河与一), 사사키 모사쿠(佐佐木茂索), 곤 도코 등 14명과 함께 동인지 『분게이지다이(文芸時代)』를 창간, 「이즈의 무희」를 지면에 발표하며 문단에 등장했다.
초기에는 왕조문학이나 불교 경전의 영향을 받아 허무한 슬픔과 서정성이 넘치는 작품을 많이 썼다. 이후 비현실적인 미의 세계를 구축하는 방향으로 전환해 「설국」을 발표하기에 이르렀다. 1937년 「설국」이 일본의 문예간담회상을 수상하였고, 1944년(쇼와 10년)에 「고향(원제: 故園)」, 「석일(원제: 夕日)」 등의 작품으로 기쿠치 간 상을 수상한다. 이 무렵 미시마 유키오가 가져온 「담배(원제: 煙草)」를 호평하였는데, 미시마에게 있어 가와바타는 그를 문단에 데뷔시킨 스승과도 같은 존재였다. 1945년(쇼와 20년) 4월에 일본 해군보도반(海軍報道班) 반원(소좌 대우) 자격으로 가지마(鹿島)까지 따라가 가미카제를 취재하기도 했다. 이때 함께 갔던 야마오카 소하치(山岡荘八)는 그 자신의 작가관까지 바뀔 정도의 충격을 받았고, 가와바타는 이때의 일을 토대로 「생명의 나무(원제: 生命の樹)」를 집필하였다. 그 뒤 「천 마리의 종이학」, 「산소리」 등을 단속적으로 발표하면서, 패전 뒤인 1948년에는 일본펜클럽 제4대 회장으로 취임하였다. 또한 1957년에는 도쿄에서 열린 국제펜클럽 대회에서 주최국 일본측의 회장으로서 활약하여 이듬해에 기쿠치 간 상을 또 한 번 수상한다. 1958년에 국제펜클럽 부회장으로 취임하였다. 또한 1962년 세계평화 어필 7인 위원회에 참가하였고, 1963년에는 새로 생긴 일본근대문학관(日本近代文学館)의 감사(監事)역을 맡게 되었다. 1964년 노르웨이 오슬로에서 열린 국제펜클럽 대회에 출석하였다. 단속적으로 작품 「단포포(たんぽぽ)」의 연재를 『신조(新潮)』에 시작하였다. 1965년에 일본펜클럽 회장직을 사임하였는데, 그 이듬해에 맹장염으로 도쿄대학 병원에 입원하였다.
무려 12년간이나 창작에 심혈을 기울였다는 《설국》은 가와바타의 미의식이 절정을 이루는 작품으로, 그 문학성이 인정되어 노벨문학상을 수상하는 데 결정적인 역할을 했다. 1968년 10월, 일본인으로서는 처음으로 노벨문학상을 수상했다. "일본인의 심정의 본질을 그린, 몹시 섬세한 표현에 의한 서술의 탁월함(for his narrative mastery, which with great sensibility expresses the essence of the Japanese mind)."이 노벨상 위원회의 수상평이었다. 12월 스톡홀름에서 열린 수상식에서 가와바타는 연미복이 아니라 일본 정부가 수여한 문화 훈장이 달린 몬쓰키하오리하카마(紋付羽織袴) 차림으로 수상에 임했고, 기념 강연 「아름다운 일본의 나(美しい日本の私) 그 서론」을 행했다.
이후 1969년부터 1974년에 걸쳐 신초샤에서는 「가와바타 야스나리 전집」(전19권)이 간행되었고, 타이베이의 아시아 작가 회의뿐 아니라 1970년에 한국에서의 서울 국제펜클럽 대회에 출석하였으며 일본 근대 문학관의 명예 관장으로도 취임했다. 하지만 노벨상 수상 뒤에 발표한 작품은 단편 몇 개에 지나지 않았는데 이는 노벨상 수여에 따른 중압이 원인이었다고 한다. 2012년 9월 4일, 스웨덴 아카데미가 NHK의 공개 청구에 응하여 개시한 노벨 문학상 전형 과정의 자료를 통해 가와바타가 노벨상을 수상하기 7년 전인 1961년에 이미 노벨상의 후보로 결정되어 있었음이 밝혀져 NHK 뉴스를 통해 보도되었다.
노벨 문학상 3년 뒤인 1972년 4월 16일, 가나가와현 즈시시의 맨션 「즈시 마리나」의 자택 작업실에서 가와바타 야스나리는 사망한 채로 발견되었다. 사인은 가스에 의한 자살. 향년 73세였다. 계명은 문경원전고산강성대거사(文鏡院殿孤山康成大居士), 대도원수예문화강성거사(大道院秀藝文華康成居士). 1973년에 재단법인 가와바타 야스나리 기념회에 의해 가와바타 야스나리 문학상이 제정되어 현재까지 이어지고 있다. 1985년에는 이바라키 시립 '가와바타 야스나리 문학관'이 개관했다. 또한 이바라키시 명예 시민으로도 임명되었다.

## 작품 목록
- 이즈의 무희(伊豆の踊子)
- 설국(雪国)
- 고도(古都)
- 단포포(たんぽぽ)
- 산소리(山の音)
- 여자라는 것(女であること)
- 명인(名人)
- 이즈의 여로(伊豆の旅)
- 무희(舞姫)

이외 다수.

## 수상 경력
- 1937년 - 「설국」으로 문예간담회상 수상
- 1944년 - 「고향」, 「석양」 등으로 기쿠치간상 수상
- 1952년 - 「천 마리의 종이학」으로 예술원상(芸術院賞) 수상
- 1954년 - 「산소리」로 제7회 노마 문예상(野間文芸賞) 수상
- 1958년 - 도쿄 국제 펜클럽에서 활약한 데에 대한 노고 치하로서 제6회 기쿠치간상 수상
- 1962년 - 「잠든 미녀」로 제16회 마이니치 출판 문화상(毎日出版文化賞) 수상
- 1968년 - 노벨 문학상 수상

## 일화
가와바타 야스나리는 일본 문학사에 찬연히 빛나는 수많은 명작을 남긴 근현대 일본 문학의 중요한 작가로 오늘날까지 일본에서 가장 아름다운 문장을 쓴 작가로 소개되곤 한다. 주요 작품은 대부분 문단의 연구 대상이 되었고 본인도 전문 잡지 등에 기고한 창작에 관한 수필 등에서는 약간 요설(饒舌)에 기술하는 것이 있었기에 작품 속에 다소 각색된 모델이나 로케이션, 등장 사물이 순전한 창작(가공의 사건)에 의한 것은 아니었음이 구체적으로 판명된 경우도 많다.
- 부립 이바라키 중학에 수석으로 입학하여 신동으로 불렸다. 다만 수필 등에서 나오듯이 가와바타의 관심은 입학한 뒤에 곧장 예술이나 어른들의 세계로 향하고 있었고 학교 공부는 뒷전이었다. 현재 남아있는 그의 졸업 성적표에 보면 가와바타의 작문 성적은 53점으로 전학생 88명 가운데 86등이었다.

- 교토 안에 현존하는 유일한 양조장 사사키 주조(佐々木酒造)에서 만든 일본술을 맛보고 "이 술의 풍미야말로 교토의 맛이다"라며 작품 이름을 「고도」라 지었다. 만년에 가와바타는 숙박지에서 구와바라 다케오(桑原武夫, 교토대 명예교수)와 면회했을 때에 "고도라는 술을 알고 계신가?" 라고 물어서 모른다고 대답한 구와바라에게 그 술을 맛보여 주고자 추운 밤에 직접 30분 걸리는 길을 걸어서 사러 갔다고, 구와바라는 회상하고 있다.

- 일본 기원(日本棋院) 내에 있는 대국용 방에는 가와바타가 쓴 「심오유현(深奥幽玄)」이란 족자가 있다. 바둑을 좋아하여 당시 조선인 출신으로 일본에서 문명을 떨치고 있던 김소운(金素雲)이 가와바타의 집에 갔다가 바둑판을 발견하고 "바둑을 얼마나 두십니까?" 라고 묻자 가와바타는 "그저 조금 두지요."라고 대답했고, 당시 8, 9급 수준도 되지 못했던 김소운은 자신 정도의 실력이려니 짐작하고 "언제 한 수 배울까요?" 하고 그에게 대국을 제안했고 가와바타는 "네, 연락 드리지요." 하고 승락했다. 하지만 돌아와서야 가와바타가 명인전(名人戰)의 기보(棋譜)까지 쓸 정도의 아마추어 최상급의 바둑 실력을 가지고 있다는 것을 알고 실수했음을 깨달았고, 마침 가와바타가 전화를 걸어 지난 번 약속대로 바둑을 두자고 하는 것에 다른 핑계를 대고 빠져버린 뒤, 『분게이슌주』에 수필을 실어서 가와바타에게 답했다고 한다.

- 전쟁 중에 가노야 해군항공대(鹿屋海軍航空隊)에 첩보반으로서 부임하고 있었을 무렵, 부대 소속의 소위 스기야마 유키테루(杉山幸照)는 그에게 예전 연료 보급을 위해서 착륙한 스즈카에서 오랜 비행으로 지쳐 얼굴이 창백한 와중에도 사관 식당에서 나온 카레라이스를 기운이 다 빠진 상태에서 깨끗이 비웠던 경험을 말하며 '특공의 비인간성'에 대해 가와바타에게 이야기했다고 한다(당시 스기야마는 원래 특공대 쇼와대 소속으로, 전속 명령이 나와 가와바타와 함께 야타베의 해군 기지로 가는 중이었다). 스기야마는 훗날 자신의 저작에서 가와바타가 끝까지 특공에 대해 언급하지 않았던 것에 대해 유감이었다고 적고 있다. 가와바타는 부임전에 일본군 본영의 보도부 소속 다카도(高戸) 대위로부터 "특공을 잘 봐 두십시오. 다만 쓰고 싶지 않으면 쓰지 않으셔도 좋다. 언젠가는 이 전쟁의 실상을 글로 써주셨으면 좋겠다"라는 통고를 받았던 것이다. 후에 다카도는 "섬세한 신경이었기에 (특공에 관해서) 붓을 받아들일 수 없었기 때문이 아니었을까" 추측하고 있다.

## 사망에 대하여
사망 당시 그의 사인은 자살로 보도되었고 이것이 통설이 되었는데, 이에 대해서 가와바타의 사망 전후 상황으로 볼 때 자살이 아닌 사고사가 아니냐는 견해가 제기되었다.

### 자살설
1. 교제가 깊었던 미시마 유키오의 할복 자살(이때 가와바타는 큰 충격을 받았다고 여겨지며, 미시마의 장례식 위원장을 맡기도 했다)
2. 1971년 도쿄도지사 선거에 출마했던 자유민주당 후보 하타노 아키라(秦野章)의 지원 활동에 떠밀려 나간 것에 대한 수치(하타노는 낙선했다. 다만 가와바타가 본래 정치에 관심이 있었다고 하는 형적은 없다)
3. 늙음(창작 의욕의 감소)에 대한 공포 등으로 인한 강한 정신적 동요
4. 가와바타가 좋아했던 가정부의 퇴직(이는 1977년 우스이 요시미의 소설로도 각색되었으나 유족들로부터 명예훼손 소송을 당해 합의 조건으로 절판).

이상이 가와바타의 자살 동기로서 거론되는 정황 증거들이지만, 자살설을 비판하는 측에서는 첫 번째 증거는 일시가 너무 떨어져 있고 두 번째 증거는 자살 동기로서는 너무 약하고, 세 번째 증거는 대해서는 어디까지나 문예 평론가의 해석일 뿐 구체적 증명은 없으며 네 번째 증거도 주관적 기술에 불과하며 사실 검증은 되어 있지 않음을 지적하였다.

### 사고사설
1. 이전부터 가와바타는 줄곧 수면제를 복용하고 있었다(심야에 집필하는 일이 많은 작가들에게서 수면제 복용은 드문 것이 아니다).
2. 유서가 없었다.
3. 보통 스스로 조작한적 없는 난방 기구의 사용 착오(가스 스토브의 미연소 가스가 방에 가득했다고 여겨진다).
4. 가와바타 일본 펜클럽 회장으로 있을 때의 부회장이었던 세리자와 고지로(芹沢光治良)는 추도기 「가와바타 야스나리의 죽음(川端康成の死)」에서 자살은 아니었을 거라고 주장하고 있다. 또한 가와바타의 죽음 전후로 그를 만났던 여러 관계자의 증언에서 가와바타가 자살했음을 암시해주는 어떤 징후도 없었다는 것이다(가와바타 자신도 그 해 가을에 개최된 국제 펜클럽 대회의 준비에서 책임자로서 여러 일을 하고 있었다).

## 같이 보기
- 미시마 유키오
- 오에 겐자부로